# Bokbuss

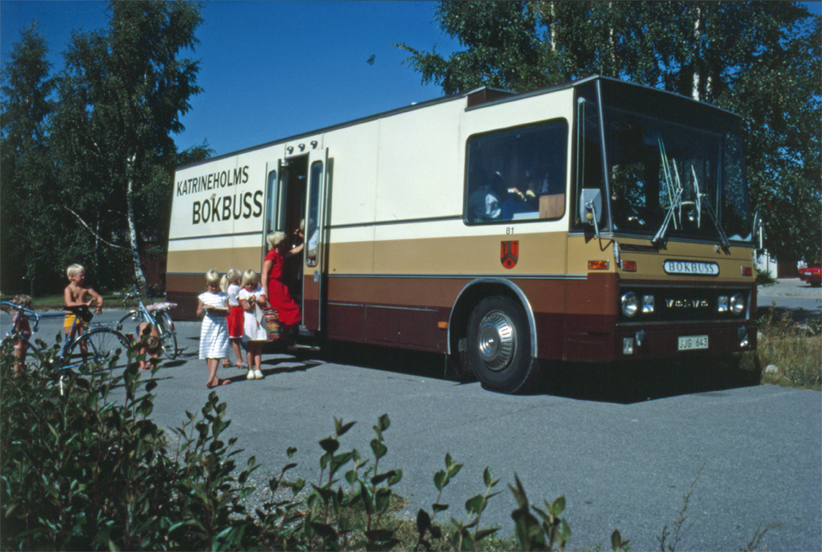
Bokbuss i Katrineholm 1980, byggd 1976 på Volvo BB57-chassi

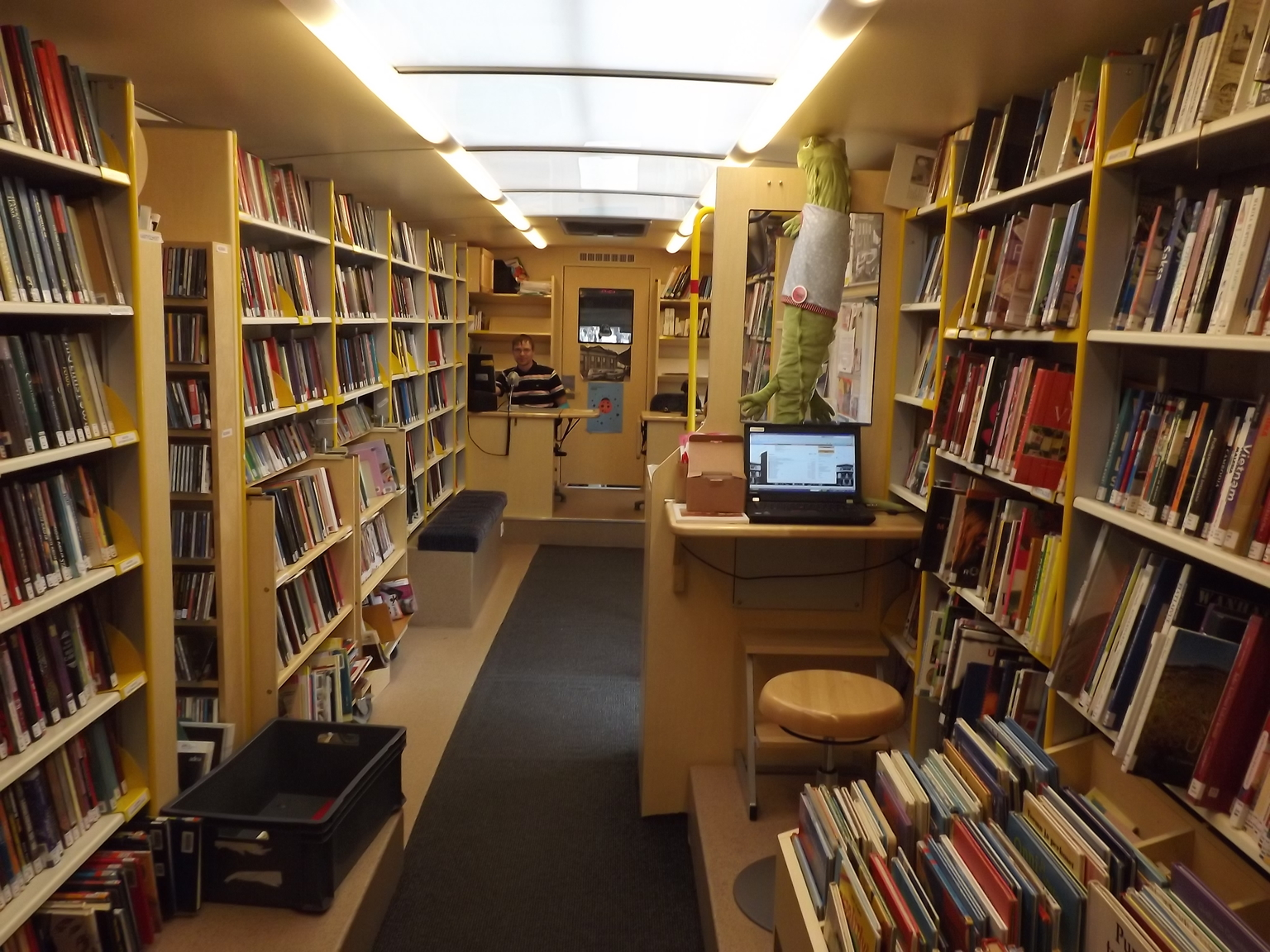
Interiör i en av Åbos bokbussar 2013.

En bokbuss, eller biblioteksbuss, är en buss eller bil med specialkaross, som inrymmer en liten biblioteksfilial.
Bokbussarna byggs av specialiserade karossbyggare på busschassier, eller för mindre typer på lastbilschassier. Tillverkare i Norden har varit Helmark Carosseri AB i Markaryd och Kiitokori Oy i Kausala.

## Sverige
Bibliotekslagen nämner att alla människor ska ha tillgång till biblioteksverksamhet som bland annat innefattar bokbussar.
I Sverige startade bokbussverksamheten med en filialbuss som utgick från Borås stadsbibliotek 1948. Denna var en försöksverksamhet efter inspiration från bland annat USA, Storbritannien och Danmark. 
På 1950- och 1960-talen användes bokbussarna främst av länsbiblioteken för att transportera ut böcker till filialbibliotek och utlåningsstationer. Den första länsbokbussen utgick från Halmstad 1949. I slutet av 1950-talet fanns länsbokbussarna i 18 av 24 län. Filialbussarna som vi känner dem i dag sågs under tiotalet år som experimentverksamhet. Under denna period provades även andra former av mobila bibliotek, som till exempel det rälsbibliotek som utgick från Riksgränsen 1950 och bokbåten i Lidingö, som startades 1953 med HMS Rindö.
Bokbussen bedömdes vara framgångsrik för bibliotekens uppsökande verksamhet. År 1965 infördes statsbidrag för inköp av bokbussar, och antalet bokbussar ökade markant.
År 1983 fanns 123 bokbussar i Sverige. Därefter har antalet bokbussar minskat, liksom antalet fasta biblioteksfilialer, och 2005 fanns 93 bokbussar kvar.

## Årets mobila bibliotek
Årets mobila bibliotek är ett pris som instiftades 1998 i samband med att bokbussverksamheten i Sverige fyllde 50 år. Priset delas ut av Svensk biblioteksförening och en del av Sveriges biblioteks utmärkelser. Från och med 2017 har priset bytt namn till Årets mobila bibliotek och omfattar alla slags mobila bibliotek. Priset delas ut till ett mobilt bibliotek som på ett nyskapande sätt utvecklar verksamheten, samspelar med utvecklingen i samhället, har en väl förankrad verksamhet i kommunen/regionen och är inspiratör för kollegor.

## Bildgalleri

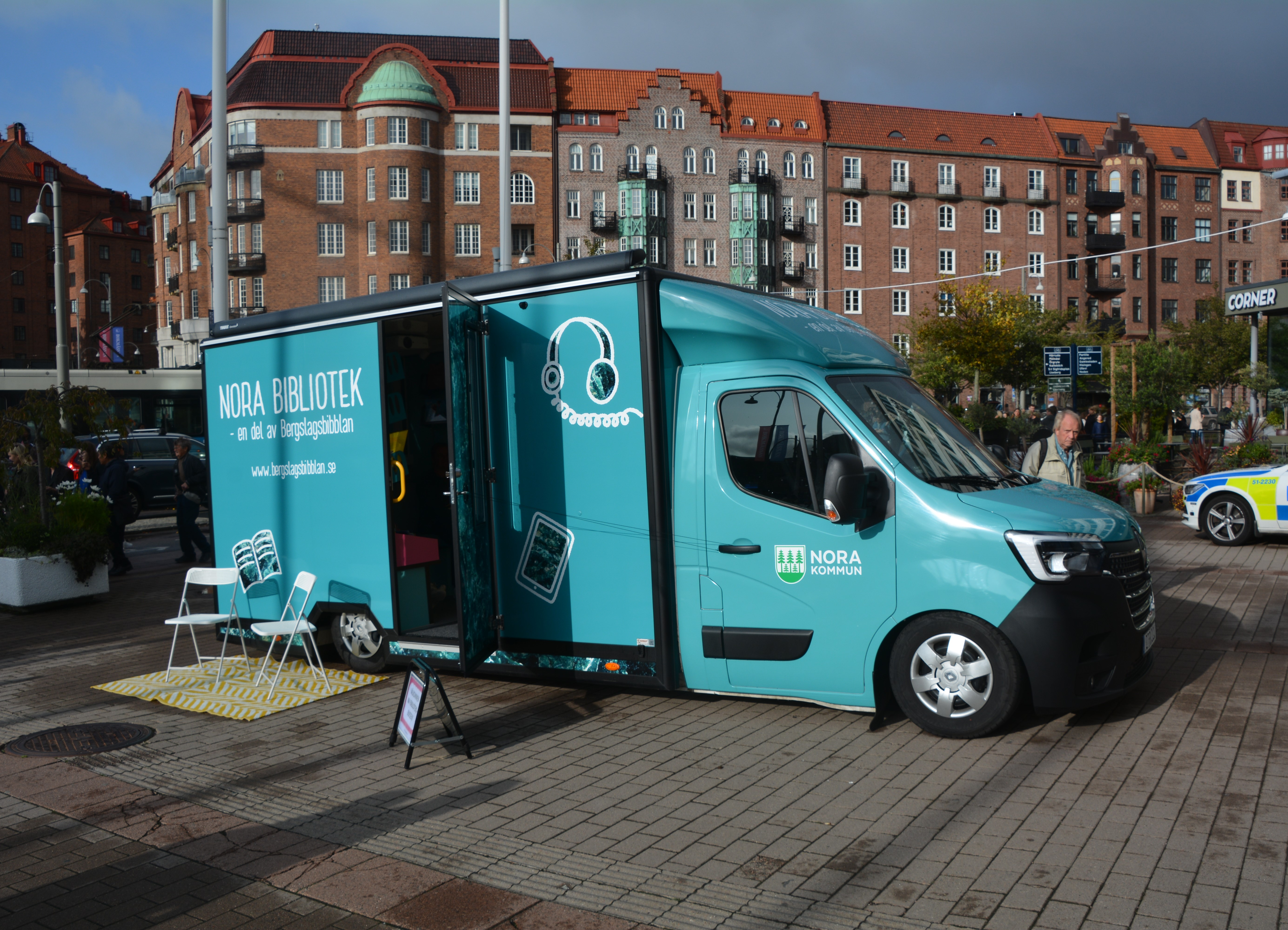
Nora biblioteks bokbuss utanför Bokmässan i Göteborg, september 2023
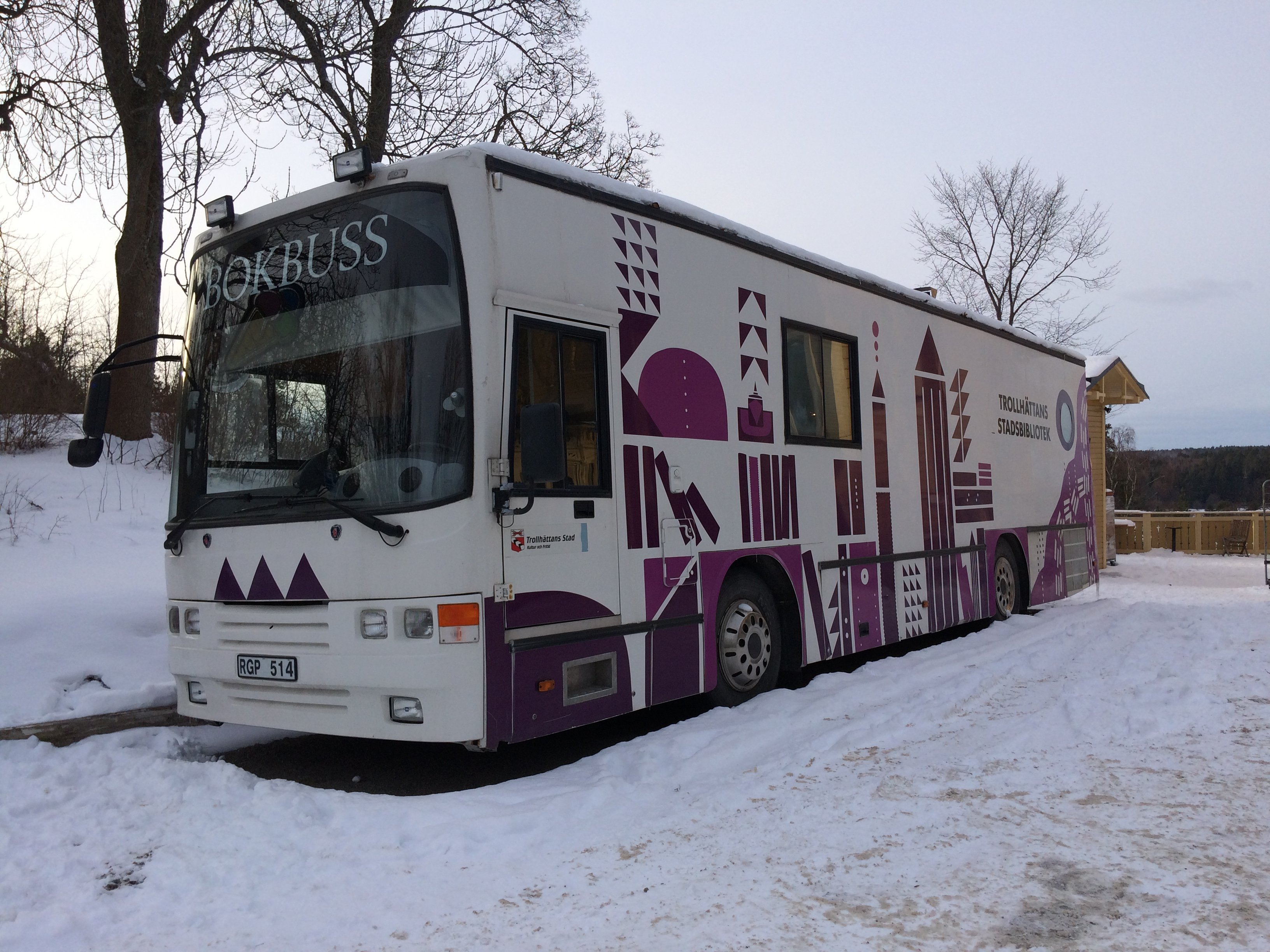
Scania L9-bokbuss från Trollhättan, i tjänst 2000-2017
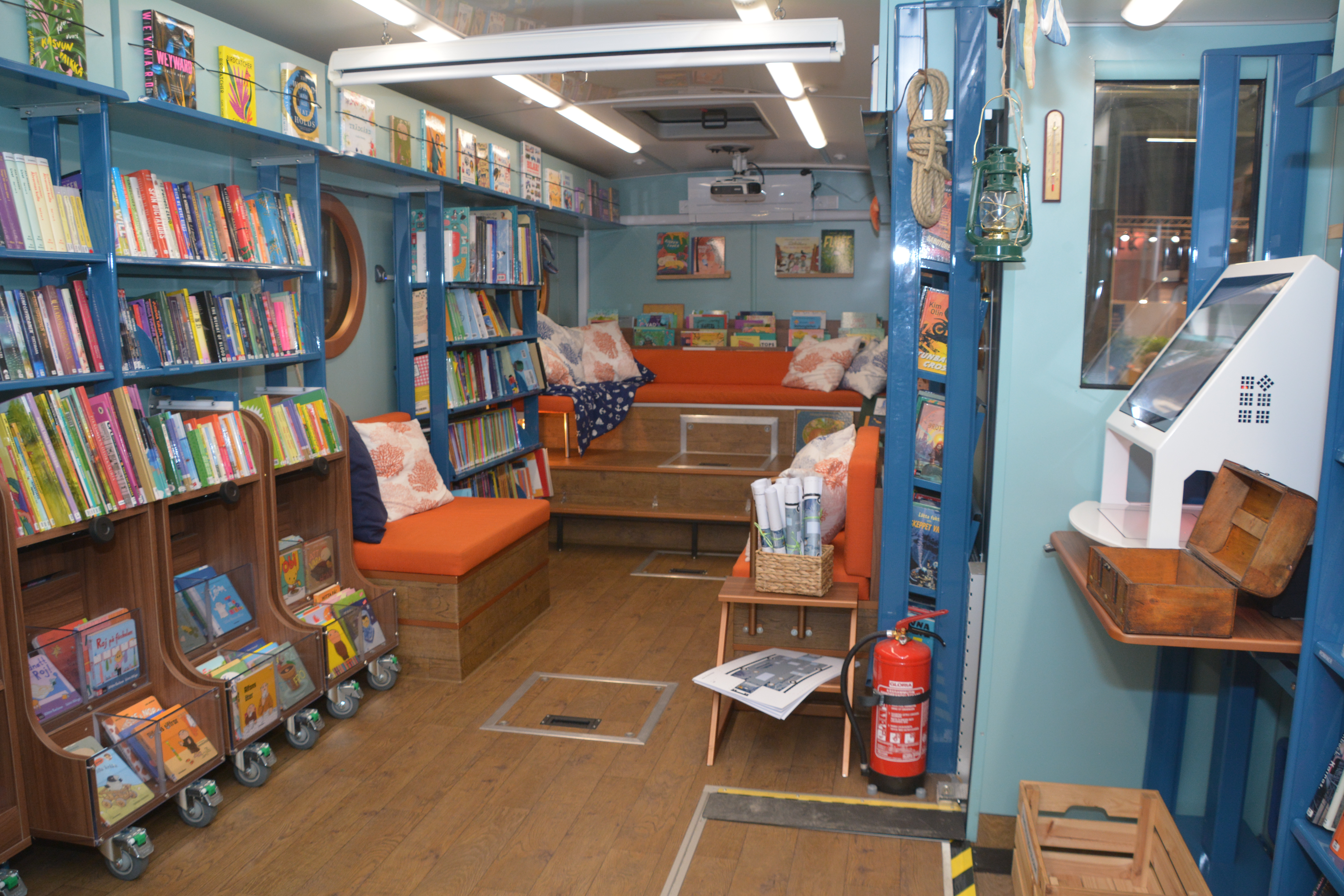
Interiör i Södertälje stadsbiblioteks bokbuss från 2023
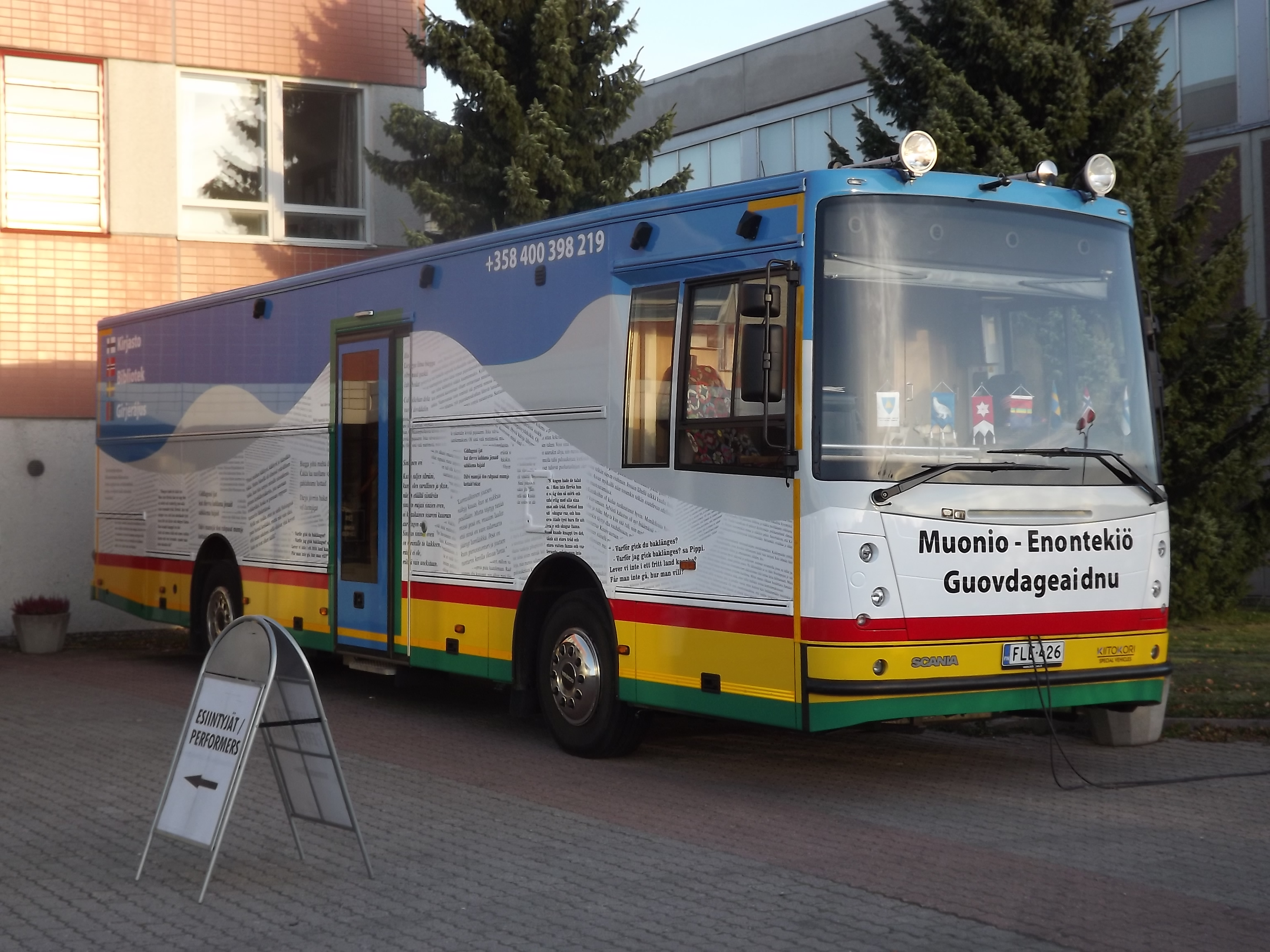
Kiitokori-bokbuss på Scania-chassi för bokbusslinjen Muonio–Enontekis-Kautokeino, 2015
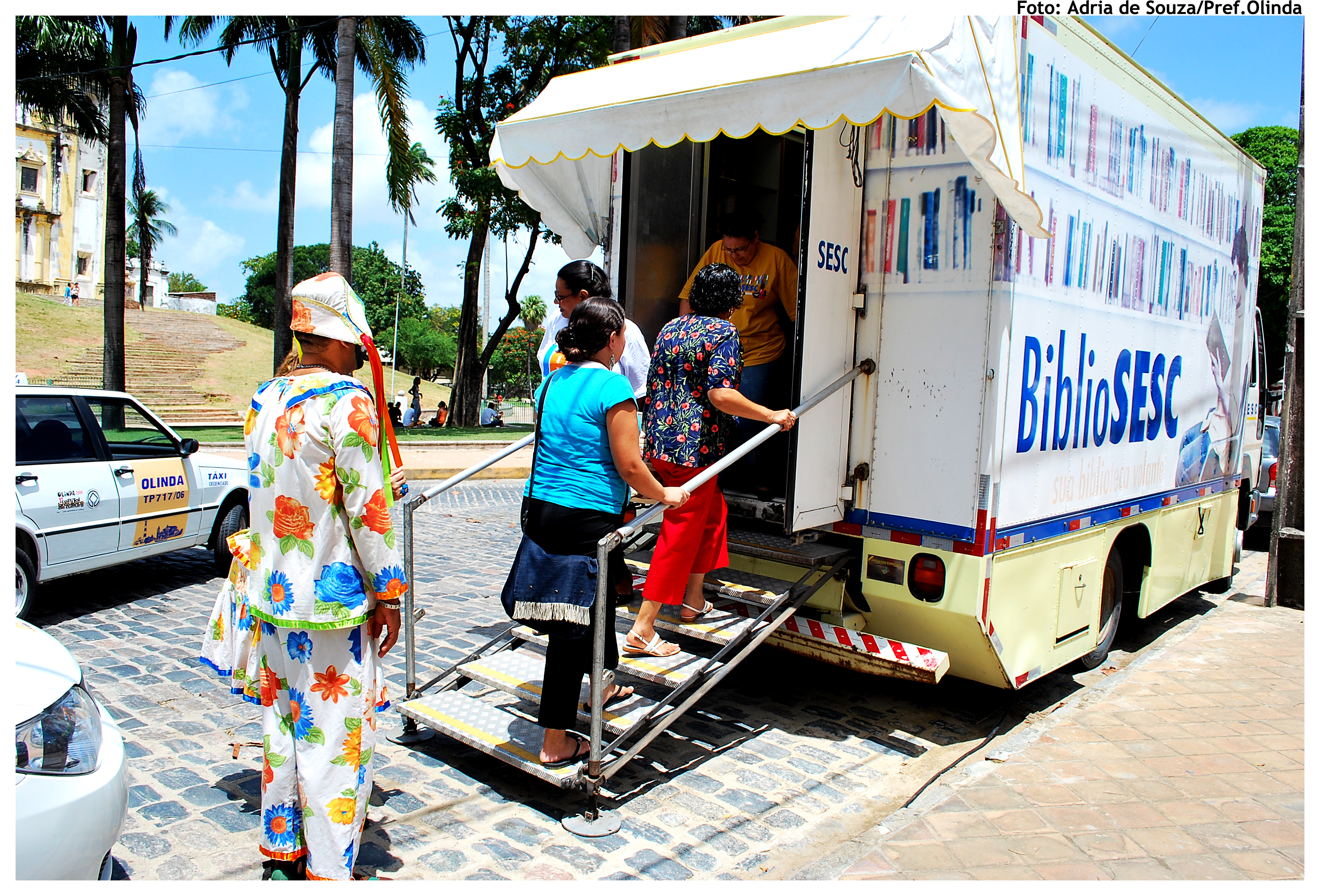
Bokbuss i Olinda i Brasilien
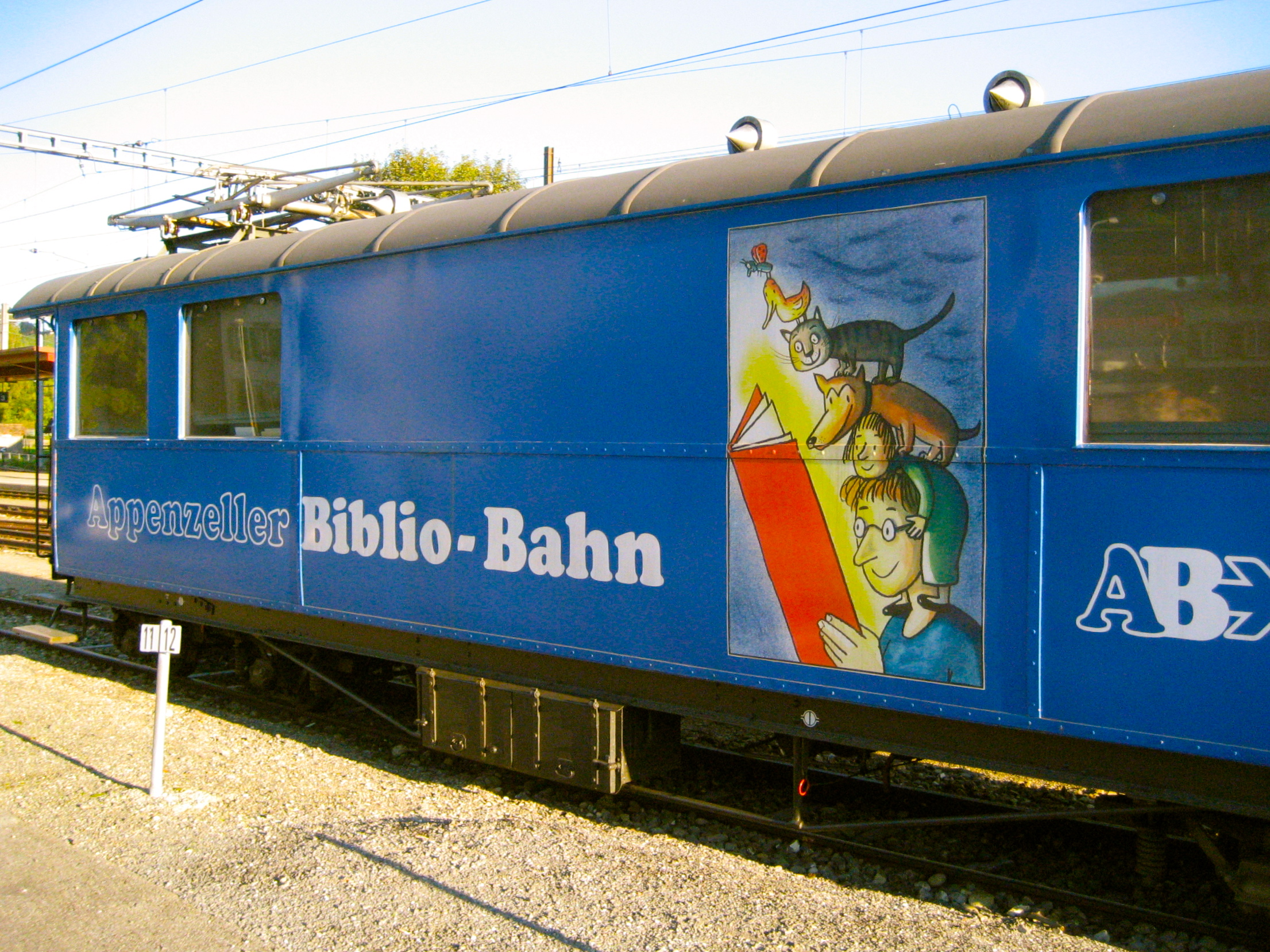
Järnvägsvagnsbibliotek i Schweiz
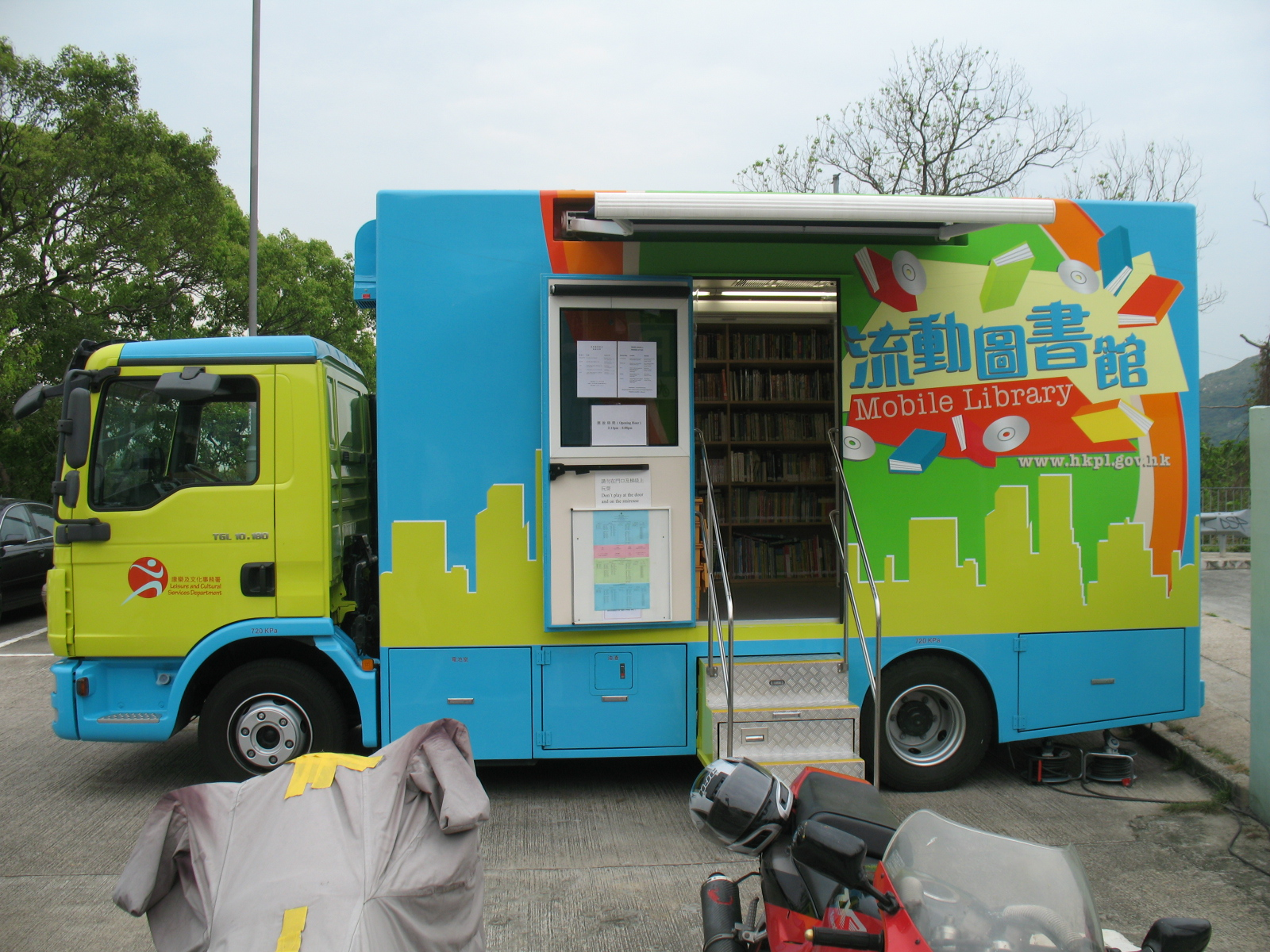
Bokbuss i Hongkong
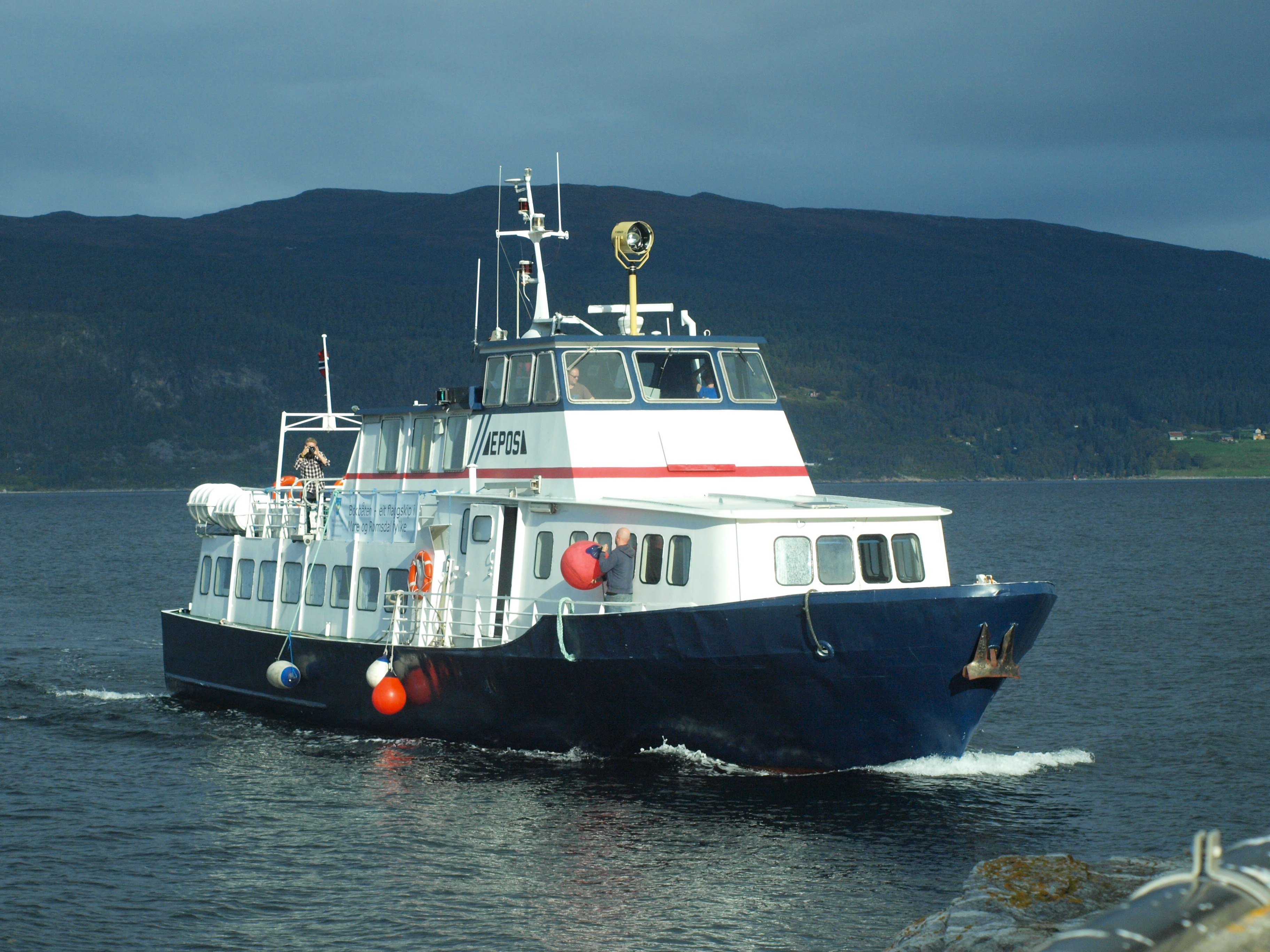
Bokbåten Epos i Norge